# AFL - Division Ladies 2020
La AFL - Division Ladies 2020 è la 21ª edizione del campionato di football americano femminile di primo livello, organizzato dalla AFBÖ.

## Squadre partecipanti
| Club                  | Città      | Stadio | Sponsor ufficiale | Risultato nella stagione 2019 |
| --------------------- | ---------- | ------ | ----------------- | ----------------------------- |
| Danube Dragons Ladies | Vienna     |        |                   |                               |
| Salzburg Ducks Ladies | Salisburgo |        |                   |                               |
| Schwaz Hammers Ladies | Schwaz     |        |                   |                               |
| Vienna Vikings Ladies | Vienna     |        | Dacia             |                               |

## Stagione regolare

### Calendario

#### 1ª giornata
| Salisburgo 3 ottobre 2020, ore 14:00 CEST | Salzburg Ducks Ladies | 0 – 46 referto | Vienna Vikings Ladies | Ducks Field |

| Schwaz 4 ottobre 2020, ore 11:00 CEST | Schwaz Hammers Ladies | 7 – 28 referto | Danube Dragons Ladies | Silberstadt Arena |

#### 2ª giornata
| Amstetten 17 ottobre 2020, ore 14:00 CEST | Danube Dragons Ladies | 0 – 28 | Vienna Vikings Ladies | Umdasch Stadion |

| Salisburgo 17 ottobre 2020, ore 14:00 CEST | Salzburg Ducks Ladies | 0 – 2 (0-0 0-0 0-2 0-0) referto | Schwaz Hammers Ladies | Ducks Field |

#### 3ª giornata
| Vienna 25 ottobre 2020, ore 15:00 CEST | Vienna Vikings Ladies | 35 – 0 (a tavolino) referto | Schwaz Hammers Ladies | Footballzentrum Ravelinstraße |

| Amstetten 26 ottobre 2020, ore 14:00 CEST | Danube Dragons Ladies | 16 – 11 (0-0 8-8 0-0 8-3) referto | Salzburg Ducks Ladies | Umdasch Stadion |

#### 4ª giornata
| Vienna 1º novembre 2020, ore 15:00 CET | Vienna Vikings Ladies | 48 – 0 (22-0 6-0 14-0 6-0) referto | Danube Dragons Ladies | Footballzentrum Ravelinstraße |

| Schwaz 1º novembre 2020, ore 15:00 CET | Schwaz Hammers Ladies | 20 – 17 referto | Salzburg Ducks Ladies | Silberstadt Arena |

### Classifica
La classifica della regular season è la seguente:
- PCT = percentuale di vittorie, G = partite giocate, V = partite vinte,  P = partite perse, PF = punti fatti, PS = punti subiti

| Pos. | Squadra               | PCT   | G | V | N | P | PF  | PS |
| ---- | --------------------- | ----- | - | - | - | - | --- | -- |
| 1    | Vienna Vikings Ladies | 1.000 | 4 | 4 | 0 | 0 | 157 | 0  |
| 2    | Danube Dragons Ladies | .500  | 4 | 2 | 0 | 2 | 44  | 94 |
| 3    | Schwaz Hammers Ladies | .500  | 4 | 2 | 0 | 2 | 29  | 80 |
| 4    | Salzburg Ducks Ladies | .000  | 4 | 0 | 0 | 4 | 28  | 84 |

## Finali

### Finale 3º - 4º posto
| 7 novembre 2020 | Schwaz Hammers Ladies | - – - (annullata) | Salzburg Ducks Ladies |  |

### XXI Ladies Bowl
| 7 novembre 2020 | Vienna Vikings Ladies | - – - (annullata) | Danube Dragons Ladies |  |

## Verdetti
- Vienna Vikings Ladies Campionesse dell'Austria 2020